# The New Adventures of Terence O'Rourke
The New Adventures of Terence O'Rourke è un serial muto del 1915 diretto da Otis Turner: lungo 1.800 metri, era composto da tre episodi ognuno di due rulli.

## Trama
Episodi della serie
1. The Inn of the Winged Gods (primo episodio della serie), regia di Jacques Jaccard (1914)
2. When a Queen Loved O'Rourke (secondo episodio della serie), regia di Otis Turner (1915)
3. The Road to Paradise (terzo episodio della serie), regia di Otis Turner (1915)

## Produzione
Il film fu prodotto dall'Universal Film Manufacturing Company.

## Distribuzione
Distribuito dall'Universal Film Manufacturing Company (a Universal Special), il serial in tre episodi uscì nelle sale cinematografiche statunitensi il 22 novembre 1915.